# Karadeniziella omodeoi
Karadeniziella omodeoi es una especie de escarabajos del género Karadeniziella, familia Leiodidae. Fue descrita por Casale y Pier Mauro Giachino en 1989.

## Distribución
Se encuentra en Turquía.